# Piotr Iwaszutin
Piotr Iwanowicz Iwaszutin (ros. Пётр Ива́нович Ивашу́тин; ur. 5 września?/18 września 1909 w Brześciu, zm. 4 czerwca 2002 w Moskwie) – generał armii Armii Radzieckiej, szef Głównego Zarządu Wywiadowczego (wywiadu wojskowego), Bohater Związku Radzieckiego (1985).

## Życiorys
Młodość spędził w obwodzie czernihowskim, 1926–1930 pracował na kolei i w zakładach mechanicznych w Iwanowie-Wozniesieńsku. Od 1930 w WKP(b), od 1931 w Armii Czerwonej, 1933 ukończył wojskową szkołę lotniczą w Stalingradzie. 1933–1936 pilot-instruktor 107 Brygady Lotniczej Moskiewskiego Okręgu Wojskowego, 1937 dowódca ciężkich bombowców TB-3, 1937–1939 studiował w Wojskowo-Powietrznej Akademii im. Żukowskiego.
Od stycznia 1939 w organach kontrwywiadu Armii Czerwonej. Szef Wydziału Specjalnego 23 Korpusu Strzeleckiego. Uczestnik wojny z Finlandią 1939–1940. Od maja do października 1941 był zastępcą szefa Wydziału 3 Wojsk Frontu Zakaukaskiego, od grudnia 1941 zastępca szefa Wydziału Specjalnego NKWD Frontu Krymskiego, a od czerwca 1942 Frontu Północnokaukaskiego. 16 kwietnia 1942 awansowany na majora, a 14 lutego 1943 na pułkownika. Od marca 1943 szef kontrwywiadu Smiersz 47 Armii, od 29 kwietnia 1943 szef kontrwywiadu Smiersz Frontu Południowo-Zachodniego, a od października 1943 3 Frontu Ukraińskiego. 26 maja 1943 mianowany generałem majorem, a 25 września 1944 generałem porucznikiem.
Od lipca 1945 szef Smiersza Południowej Grupy Wojsk, od listopada 1947 szef wywiadu Ministerstwa Bezpieczeństwa Państwowego Grupy Wojsk Radzieckich w Niemczech, listopad 1949 – styczeń 1952 szef kontrwywiadu MBP Leningradzkiego Okręgu Wojskowego. Styczeń – sierpień 1952 zastępca szefa 3 Głównego Zarządu MBP, wrzesień 1952 – marzec 1953 minister bezpieczeństwa państwowego Ukraińskiej SRR, marzec – czerwiec 1953 zastępca ministra. Od lipca 1953 rok zastępca szefa 3 Departamentu (kontrwywiadu wojskowego) Ministerstwa Spraw Wewnętrznych ZSRR, od marca 1954 szef Piątego Zarządu (kontrwywiadu gospodarczego) KGB ZSRR. 1954–1956 zastępca przewodniczącego KGB ZSRR, 1956–1963 I zastępca przewodniczącego KGB ZSRR. Od 18 lutego 1963 roku generał pułkownik.
W latach 1963–1987 szef Głównego Zarządu Wywiadowczego Sztabu Generalnego oraz zastępca Szefa Sztabu Generalnego Sił Zbrojnych ZSRR (1963–1986). W latach 1987–1991 w Grupie Generalnych Inspektorów Ministerstwa Obrony ZSRR.

## Odznaczenia
- Złota Gwiazda Bohatera Związku Radzieckiego (21 lutego 1985)
- Order Lenina (trzykrotnie: 13 września 1944, 21 lutego 1978 i 21 lutego 1985)
- Order Rewolucji Październikowej (21 lutego 1978)
- Order Czerwonego Sztandaru (pięciokrotnie: 19 marca 1944, 23 maja 1952, 21 lutego 1964, 31 października 1967 i 28 kwietnia 1980)
- Order Bohdana Chmielnickiego I klasy (28 kwietnia 1945)
- Order Kutuzowa II klasy (dwukrotnie: 29 VI 1945 i 4 XI 1981)
- Order Wojny Ojczyźnianej I klasy (dwukrotnie: 26 X 1943 i 11 III 1985)
- Order Czerwonego Sztandaru Pracy (7 X 1959)
- Order Czerwonej Gwiazdy (trzykrotnie: 7 kwietnia 1940, 17 kwietnia 1943 i 6 listopada 1946)
- Order „Za zasługi dla Ojczyzny” III klasy (Rosja, 1999)
- Medal Żukowa (Rosja)
- Medal „Za zasługi bojowe”
- Medal jubileuszowy „W upamiętnieniu 100-lecia urodzin Władimira Iljicza Lenina”
- Medal „Za wyróżnienie w ochronie granic państwowych ZSRR”
- Medal „Za obronę Kaukazu”
- Medal „Za zwycięstwo nad Niemcami w Wielkiej Wojnie Ojczyźnianej 1941–1945”
- Medal jubileuszowy „Dwudziestolecia zwycięstwa w Wielkiej Wojnie Ojczyźnianej 1941–1945”
- Medal jubileuszowy „Trzydziestolecia zwycięstwa w Wielkiej Wojnie Ojczyźnianej 1941–1945”
- Medal jubileuszowy „Czterdziestolecia zwycięstwa w Wielkiej Wojnie Ojczyźnianej 1941–1945”
- Medal jubileuszowy „50-lecia zwycięstwa w Wielkiej Wojnie Ojczyźnianej 1941–1945”
- Medal Jubileuszowy 300-lecia Rosyjskiej Marynarki Wojennej
- Medal 850-lecia Moskwy
- Medal „Za zdobycie Budapesztu”
- Medal „Za zdobycie Wiednia”
- Medal „Za wyzwolenie Belgradu”
- Medal „Weteran Sił Zbrojnych ZSRR”
- Medal „Za umacnianie braterstwa broni”
- Medal jubileuszowy „30 lat Armii Radzieckiej i Floty”
- Medal jubileuszowy „40 lat Sił Zbrojnych ZSRR”
- Medal jubileuszowy „50 lat Sił Zbrojnych ZSRR”
- Medal jubileuszowy „60 lat Sił Zbrojnych ZSRR”
- Medal jubileuszowy „70 lat Sił Zbrojnych ZSRR”
- Order Flagi (Węgry)
- Order Zasługi dla Ojczyzny (NRD)
- Order Scharnhorsta (NRD)
- Order Ludowej Republiki Bułgarii (Bułgaria)